# Spirostreptus cinctatus
Spirostreptus cinctatus är en mångfotingart som beskrevs av Newport. Spirostreptus cinctatus ingår i släktet Spirostreptus och familjen Spirostreptidae. Inga underarter finns listade i Catalogue of Life.